# Rabka Zdrój
Rabka Zdrój is een stad in het Poolse woiwodschap Klein-Polen, gelegen in de powiat Nowotarski. De oppervlakte bedraagt 36,59 km², het inwonertal 13.058 (2005).
Gelegen tussen Krakau en Zakopane, in de uitlopers van het Tatragebergte. In de stad zijn veel (wandel)routes met oude houten architectuur. Hoogste berg in de omgeving is de Lubon Wielki van 1023 meter.
Sint-Nick is de patroonheilige van Rabka Zdrój.

## Trivia
- Maria Kaczyńska, de vrouw van de president van Polen, Lech Kaczyński, zat op school in Rabka Zdrój.

## Bezienswaardigheden
- De houten kerk Św. Marii Magdaleny (1606, 1744-1778)(het huidige museum "Władysława Orkana")
- De 19e-eeuwse kapel św. Floriana
- De kerk św.Teresy
- Het oude kerkhof
- Het Jan Fudal museum
- Het poppentheater "Rabcio"
- Het "lachmuseum"

Verder lopen er verschillende toeristische loop- en fietsroutes door Rabka-Zdrój. In Rabka is ook het eerste coördinatiecentrum van de GOPR gevestigd.

## Verkeer en vervoer
- Station Rabka Zdrój
- Station Rabka Zaryte

## Geboren
- Jan Ziobro (24 juni 1991), schansspringer